# Makchie

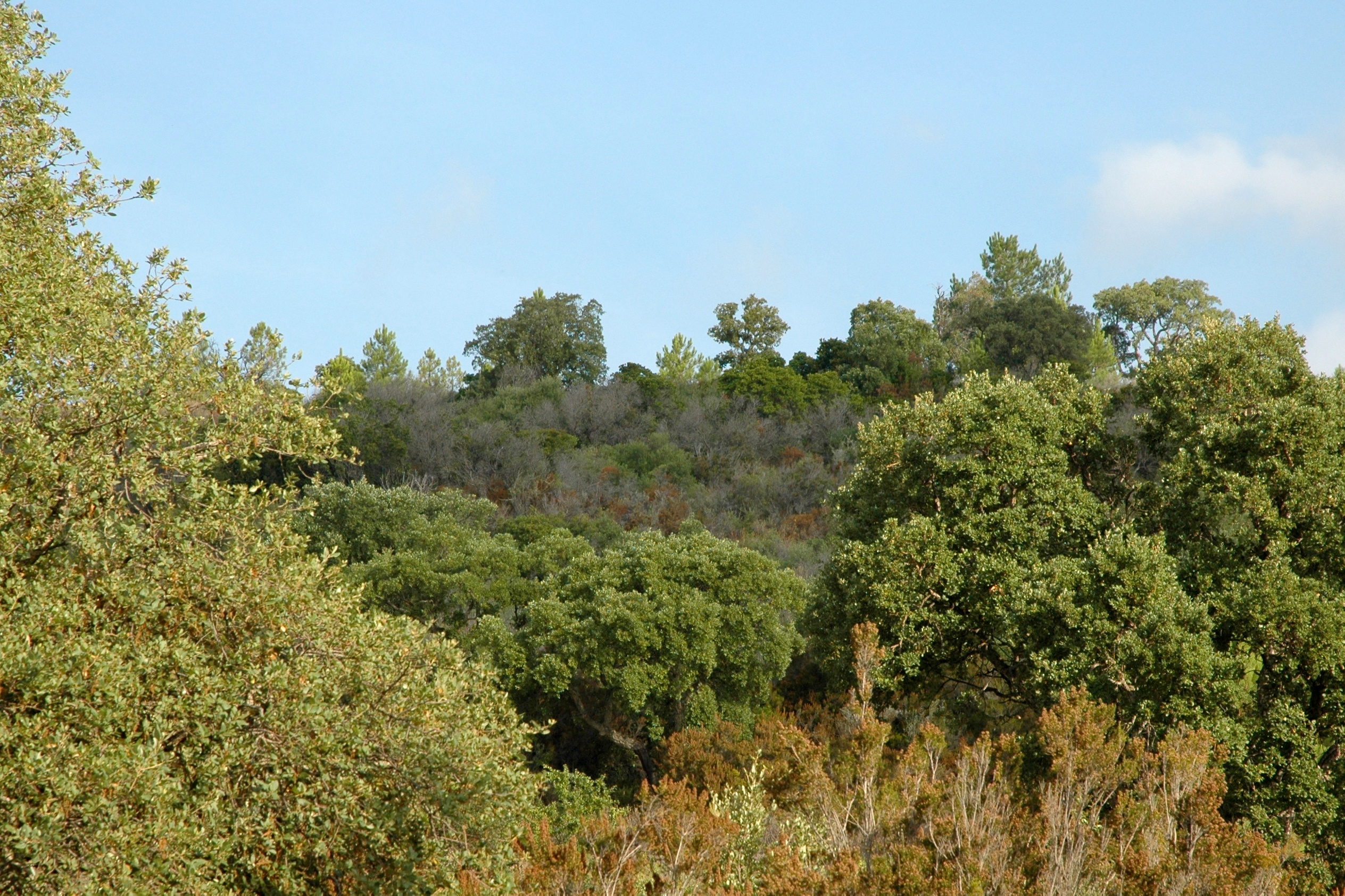
Vyšší makchie u města Porto Vecchio, Korsika

Makchie, též macchie nebo makie (italsky Macchia), je jeden z nejčastějších vegetačních typů středomořské oblasti. Jedná se o porosty keřů a nízkých stromů, které v závislosti na stanovištních podmínkách někdy dosahují až pětimetrové výšky. Mohou být velmi husté a takřka neprostupné, jindy jsou nižší, řidší až ostrůvkovité, snadno průchozí. Vznikly na místě původních tvrdolistých doubrav tvořených dubem cesmínovitým, s nimiž dosud sdílejí většinu charakteristických rostlinných druhů a jsou s nimi tedy řazeny do stejné fytocenologické třídy Quercetea ilicis; v ní formují samostatný řád Pistacio lentisci-Rhamnetalia alaterni.
Podobná keřovitá vegetace je vyvinuta i v jiných oblastech světa se středomořským typem klimatu, například v Kalifornii, kde se nazývá chaparral, v jižní Africe (fynbos), v jižní Austrálii (kwongan) nebo v Chile. Směrem do oblastí mírnějšího, submediteránního klimatu stálezelené makchie přecházejí v opadavá společenstva křovin nazývaných pseudomakchie nebo, především na Balkáně, šibljak.

## Popis a ekologie

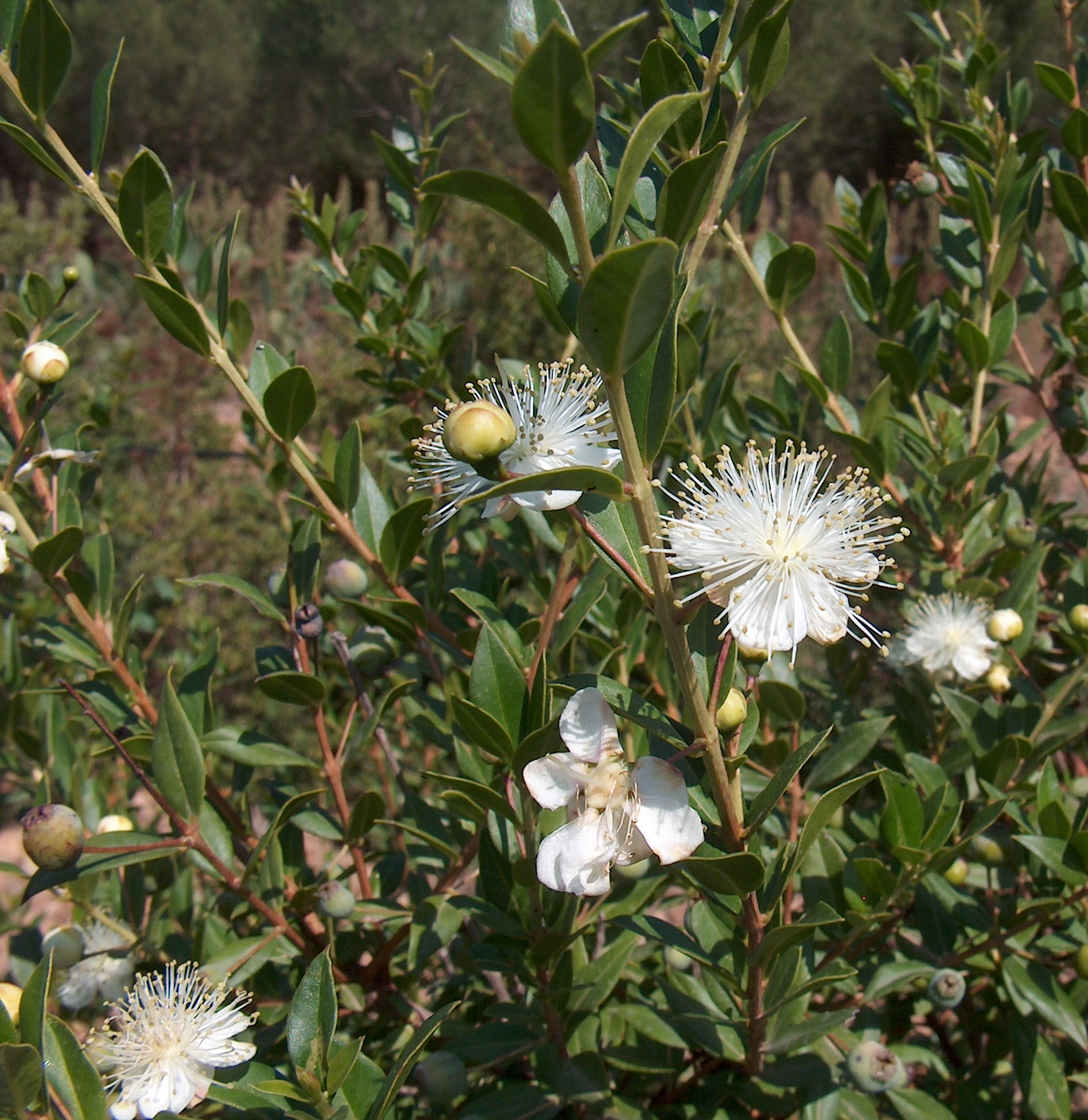
Kvetoucí myrta obecná

Většina současných makchií je sekundárního původu, vzniklá na místě původních středomořských lesů, tedy především tvrdolistých doubrav, po jejich dlouhodobé exploataci nadměrnou těžbou dřeva, vypalováním a pastvou, především domácích koz. Sukcesní návrat směrem k lesu je na degradovaných půdách a v suchém středomořském klimatu obtížný a na mnoha místech již nemožný. Při pokračujícím mýcení, vypalování a pastvy jsou porosty makchií obvykle schopné dobré regenerace, dlouhodobý tlak spolu s následnou půdní erozí má ovšem za následek i jejich ústup a vznik vegetace nazývané jako garrigue nebo frygana, tvořené pouze drobnými řídkými keříky ostnitých nebo aromatických rostlin, typicky z čeledi hluchavkovitých. Existuje také makchie primární, vyrůstající v nízkých nadmořských výškách nejteplejších a nejsušších oblastí Mediteránu na stanovištích, jejichž podmínky nedovolují vznik lesní vegetace, jako jsou suché skalnaté svahy v blízkosti moře apod.

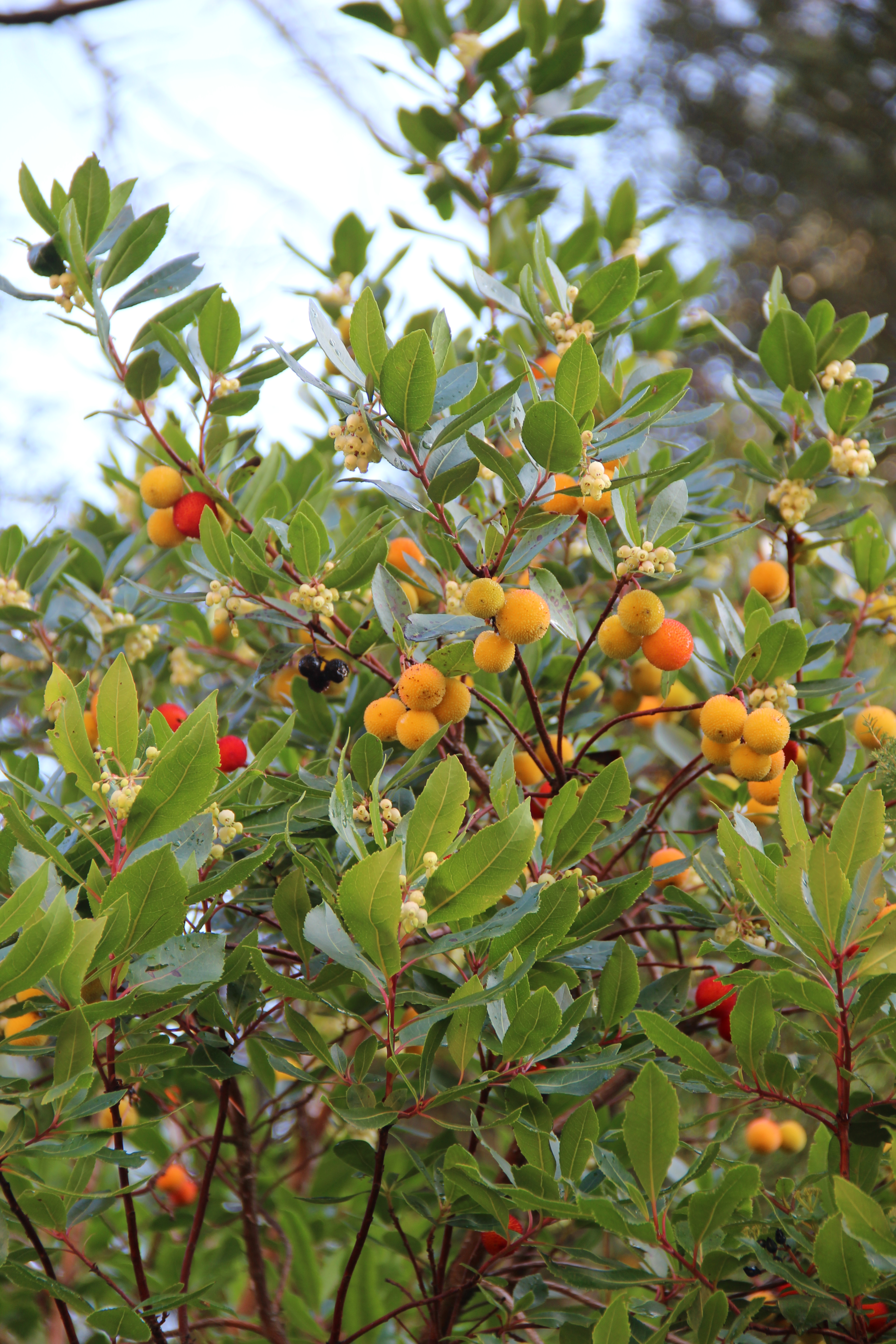
Plodící planika

Hlavní rostlinnou složkou středomořské makchie jsou stálezelené či na léto opadavé dřeviny jako planý olivovník (Olea europea subsp. oleaster), řečík lentišek (Pistacia lentiscus), rohovník obecný (Ceratonia siliqua), dub kermesový (Quercus coccifera), zmarlika Jidášova (Cercis siliquastrum), jamovce (Phillyrea spp.), řešetlák proměnlivý (Rhamnus alaternus), některé jalovce jako jalovec červenoplodý (Juniperus oxycedrus) nebo fénický (J. phoenicea), planiky (Arbutus unedo, ve východním Středomoří A. andrachne), listnatec pichlavý (Ruscus aculeatus) nebo nízká palma žumara nízká (Chamaerops humilis). Především na degradovaných stanovištích rostou mnohé keře z čeledi bobovitých jako vítečník sítinovitý (Spartium junceum) nebo zástupci rodu čilimka (Calicotome villosa aj.). Bázemi chudá stanoviště porůstá vřesovec stromovitý (Erica arborea), levandule korunkatá či různé kručinky a mnozí zástupci rodu cist (Cistus), bazické půdy pak rozmarýn (Rosmarinus officinalis) nebo myrta (Myrtus communis), v blízkosti moře též na léto opadavý pryšec dřevnatý (Euphorbia dendroides). Neprostupnost porostu umocňují liány jako přestup drsný (Smilax aspera) a jiné. Z nepůvodních druhů se lze setkat s různými akáciemi či agáve.
Bylinné patro je vlivem značného zastínění stálezelených keřů poměrně chudé, tvořené převážně cibulovitými a jednoletými rostlinami, které přežívají horké a suché středomořské léto pouze ve formě podzemních hlíz či semen. Nápadnou cibulovitou rostlinou vyrůstající v makchiích je například asfodel.
Z živočichů jsou křoviny makchií domovem zejména pro množství ptactva; jejich druhové bohatství přitom vzrůstá při prosvětlení porostů. Právě lov ptactva je kromě extenzivní pastvy ve středomořských zemích hlavní ekonomickou hodnotou této vegetace.